# Whispers in the Shadow
Whispers in the Shadow er et gothic rock-band fra Østrig, dannet i 1996. Bandets navn er inspireret af historien The Whisperer in Darkness af H.P. Lovecraft. Teksterne omhandler hovedsageligt okkulte og mystiske emner.

## Diskografi
- 1996 - Descent (demoopsamling)
- 1997 - Laudanum
- 1999 - November
- 2000 - Autumn Leaves and Trippy Dreams (live-ep)
- 2000 - A Taste of Decay
- 2001 - Permanent Illusions
- 2003 - Everything You Knew was Wrong (live-dobbeltalbum)
- 2007 - A Cold Night (live i Wien, 25.10.2006)
- 2008 - Into the Arms of Chaos (How to Steal the Fire from Heaven)
- 2008 - Into the Arms of Chaos (limited edition med 70min DVD inkl. livekoncert fra 2008)
- 2009 - Borrowed Nightmares and Forgotten Dreams
- 2010 - The Eternal Arcane
- 2011 - Searching for Light (live-dvd)
- 2011 - The Lightbringer EP (plus limited bonus ep Music for Rituals Vol. I - The Babalon Workings)
- 2012 - The Rites Of Passage
- 2012 - If Wormwood Falls (digitalt download-only album, live i Berlin 29.09.2012)
- 2014 - Beyond the Cycles of Time